# Grisvågøya
Grisvågøya est une île de la commune de Aure, du comté de Møre et Romsdal, dans la mer de Norvège.

## Description
L'île de 13,86 km2 est située sur le côté sud de l'Edøyfjorden (en)/Trondheimsleia (en). Il existe de nombreuses îles autour de Grisvågøya, notamment Skardsøya à l'est, Ertvågsøya au sud, Edøya et Smøla à l'ouest, et Hitra de l'autre côté du fjord au nord. L'île peu peuplée possède un pont la reliant à l'île voisine de Skardsøya à l'est qui a deux ponts différents qui la relient au continent.